# Transmission Protection Instrument
Das Transmissionsschutzinstrument, englisch Transmission Protection Instrument (TPI), ermächtigt die Europäische Zentralbank (EZB) gezielt und unbegrenzt Staatsanleihen einzelner Euro-Länder aufzukaufen, um die Kreditzinsen dieser Staatsanleihen zu senken.

## Zeitliche Entwicklung
Am 21. Juli 2022 wurde das TPI einstimmig vom EZB-Rat verabschiedet und noch am selben Tag durch die EZB-Präsidentin Christine Lagarde verkündet.

## Aufgabe des TPI
Durch das TPI ermächtigte sich die EZB selbst, unbegrenzt Anleihen eines jeden Euro-Landes zu kaufen, dass nach Einschätzung der EZB einen Anstieg seiner Kreditkosten erfährt, der über das durch die wirtschaftlichen Fundamentaldaten gerechtfertigte Niveau hinausgeht und unter dem das Land leidet. Dazu gehört unter Umständen auch der Ankauf von Wertpapieren des privaten Sektors dieses Landes.

## Begründung für die Einführung des TPI
Als Grund für die Einführung des TPI gibt die EZB folgendes an: Wenn die Zinsen für die Staatsanleihen einzelner Euro-Länder zu rasch stiegen oder sich zu sehr von dem Zins für die Bundesanleihe entfernten, könne es zu einer „Fragmentierung“ der Eurozone kommen. Dies wiederum könne dazu führen, dass die „Transmission“, also die Übertragung der geldpolitischen Schritte der EZB in alle Euro-Länder, nicht mehr gewährleistet sei.
Aus diesem Grund sei eine Nivellierung der Zinsen für die Staatsanleihen der Euro-Länder notwendig.

## Bedingungen für die Inanspruchnahme des TPI
Es gibt Bedingungen für die Inanspruchnahme des TPI, die allerdings „unscharf“ formuliert sind und noch nicht in allen Details bekannt gemacht wurden. Die bisher bekannten Bedingungen umfassen:
- Alle 19 Länder der Eurozone kommen für das TPI in Betracht, insofern sie die EU-Haushaltsregeln eingehalten haben und die Bedingungen des EU-Wiederaufbaufonds erfüllen. Die EZB wird auch prüfen, ob die „Entwicklung der Staatsverschuldung eines Landes nachhaltig“ ist und ob es eine „solide und nachhaltige makroökonomische Politik“ aufweist.[9]
- Zustimmung durch den EZB-Rat: Vor der Aktivierung des TPI wird der EZB-Rat „Markt- und Transmissionsindikatoren“, wie die Kreditkosten für Regierungen und Unternehmen, bewerten, um festzustellen, ob die Auswirkungen seiner geldpolitischen Entscheidungen die gewünschten Auswirkungen auf die gesamte Region haben, und dann beurteilen, ob der Kauf von Anleihen zur Verfolgung seines Inflationsziels von 2 Prozent „verhältnismäßig“ wäre.[10]

## Auswirkungen

### Vorteile des TPI
Hohe Zinsen für die Staatsanleihen von einzelnen Euro-Ländern können mit dem TPI verhindert werden, so dass diese Länder weiterhin ihre Zinszahlungen leisten können und nicht in eine Krise geraten.
Michael Rasch kommentierte, das TPI garantiere der EZB für Staatsanleihekäufe ein unlimitiertes Kaufvolumen, eine unlimitierte Kaufdauer bei Gleichbehandlung aller Forderungen.

### Nachteile des TPI
Die Kritiker des TPI führen folgendes an:
- Staatsfinanzierung: Das TPI führt zu einer Finanzierung der Haushalte der teilnehmenden Länder mit dem Geld der EZB (monetäre Staatsfinanzierung), was zu Lasten der Länder geht, die nicht durch das TPI finanziert werden und was nach EU-Recht verboten ist.[13][14]
- Falsche Anreize: Das TPI wird die Verschwendung der Länder weiter fördern, da sie auch bei weiter ansteigenden Schulden nur die durch das TPI künstlich niedrig gehaltenen Zinsen zahlen müssten. Was wiederum zu Lasten der Länder geht, die nicht durch das TPI finanziert werden.[15]
- Gefährdung der Unabhängigkeit der EZB: Mit dem TPI wird die EZB zu der Instanz werden, die über die Finanzierbarkeit hoher Staatsschulden und damit auch über das Schicksal von Regierungen entscheidet. Eine solche politische Funktion ist aber mit der geldpolitischen Aufgabe einer unabhängigen Zentralbank nicht vereinbar.[16][17]

## Rechtliche Bewertung
Es wird erwartet, dass dem Bundesverfassungsgericht das TPI im Rahmen einer Verfassungsbeschwerde vorgelegt wird, mit dem Ziel, das TPI für kompetenzwidrig (ultra vires) erklären zu lassen. In diesem Falle würde es innerhalb des Hoheitsgebietes der Bundesrepublik Deutschland nicht mehr am Anwendungsvorrang des Unionsrechts gegenüber deutschem Recht teilnehmen; die Deutsche Bundesbank dürfte sich nicht an seiner Umsetzung beteiligen.